# Neverbální komunikace

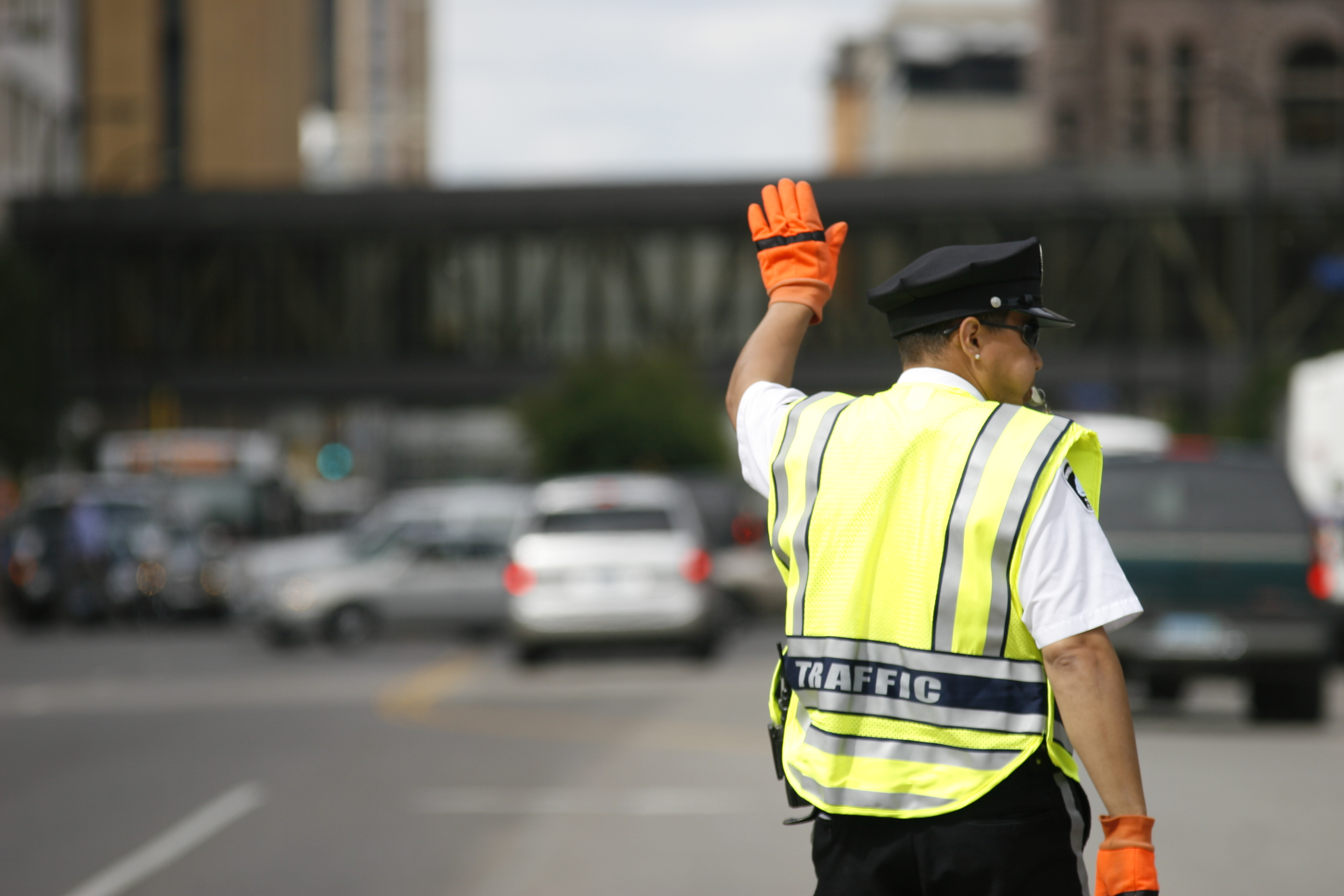
Americký policista organizující dopravu

Jako neverbální komunikace nebo též nonverbální komunikace, neslovní komunikace, mimoslovní komunikace nebo mimojazyková komunikace se označuje komunikace bez používání slov nebo neslovní doprovod verbální komunikace. Je to opak verbální komunikace. Mimoslovní sdělování je důležitou součástí sociální komunikace. Umožňuje předávat citově zabarvená sdělení. Mimoslovní komunikace může posilovat a zdůrazňovat verbálně vyjádřené významy (ukázka z prostředí školy – učitel ukáže na žáka a zároveň vysloví jeho jméno). Dále si lze pomocí neverbální komunikace protiřečit (řečník řekne posluchači Ty jsi génius!, přitom zabarvení hlasu řečníka vyjadřuje spíše opak). Vyjadřování beze slov může také vystupovat samostatně, nemusí být provázeno verbální komunikací. Neverbální signály jsou srozumitelné i bez verbálního doprovodu (vztyčený prst = „pozor“, dlaň na uchu = „neslyším“). Neverbální komunikace je samozřejmě velkou součástí verbální komunikace.[rozpor]

## Dělení neverbální komunikace
1. Paralingvistické prostředky – neverbální fonické projevy (povzdechy, pauzy), a neverbální fonické aspekty řeči (hlasitost řeči, rychlost řeči, slovní důraz a barvy hlasu). Někteří autoři k těmto prostředkům přidávají také intonaci, rytmus, akustickou náplň pauz a jiné.
2. Extralingvistické prostředky – mimořečové prostředky komunikace, vyjadřují se tělem. Mezi hlavní prostředky patří gesta, mimika, oční kontakt, dotyk, poloha, držení těla, vzdálenost mezi komunikujícími, vzhled člověka.[2]

## Paralingvistické prostředky

### Hlasitost hlasu
Hlasitost hlasu je dána napětím hlasivek. Hlasitost se vyjadřuje na škále šepot – křik. Fyzikální jednotkou hlasitosti je decibel (zkratka dB), někteří autoři uvádí jednotku fón (Ph), jejichž číselná hodnota je shodná. Lidé často podceňují moc hlasu. Posloucháme-li druhého, často dáme spíše na intonaci a důraz než na to, co říká. Úspěšná komunikace závisí z 38 % na hlase a technice mluvení. Také záleží na správném tónu hlasu. Správným tónem se dá říci všechno, špatným vůbec nic. Člověk hlasitost svého hlasu přizpůsobuje obsahu řeči a akustické kvalitě místnosti.
Hlas může někdy působit negativně, a to v případech, pokud tichá řeč nasvědčuje nedostatečnému vnitřnímu přesvědčení nebo nejistotě. Naopak hlasitý projev nasvědčuje vnitřnímu napětí. Rozechvěný hlas působí nejistě, monotónní hlas apaticky. Uspěchaný projev kombinovaný s rychlou řečí svědčí o ustrašenosti nebo přílišné horlivosti. Příliš hluboký nebo vysoký hlas bývá málokdy důvěryhodný. Vysoký hlas je znakem napětí a působí odstrašujícím dojmem, hluboký hlas může signalizovat pohodlnost a sebelásku. Krátké „eeh“ před větou může znamenat nejistotu. Dlouhé „eeeeh“ mezi větami může znamenat, že řečník nechce být při své řeči přerušován. Hlas také může působit pozitivně. Hlas klidný a jasný vyjadřuje suverenitu a jasné stanovisko. Živý projev, což znamená změny tempa a hlasitosti i obměňování důrazu a melodie hlasu, může vyvolat u posluchačů různé představy a emoce. Hlas může podnítit, dojmout, přesvědčit i nadchnout.

### Rychlost řeči
Rychlost řeči vypovídá o psychickém stavu řečníka. Ve stavu psychického vzrušení člověk mluví obvykle dost rychle. Když je člověk v šoku, mluví naopak málo nebo úplně vůbec – člověk není schopen slova.

### Pauza
Pauza je přestávka v řeči. Pauzy bývají různě dlouhé a vyskytují se v různých místech řeči. Přestávky řeči ovlivňují srozumitelnost projevu. Jsou významným faktorem, který pomáhá lépe porozumět řeči. Dobrý řečník hovoří tak, že mu bez potíží posluchači rozumí. Je to proto, že dělá v řeči vhodné přestávky, které bývají dosti nápadné a dlouhé. Většinou trvají nejméně půl sekundy až jednu sekundu. Jestli řečník dělá kratší pauzy, vzbuzuje u posluchačů dojem „blábolení“.
Pauzy se dělí na fyziologickou a logickou pauzu. Fyziologická pauza je přestávka v řeči, která slouží k nádechu. Ideální je fyziologickou pauzu umístit tam, kde má být pauza logická. Frekvence fyziologických pauz je individuální. Vždy záleží na fyzickém a psychickém stavu řečníka. Nervózní a podráždění lidé dýchají nepravidelně a dělají nepravidelné pauzy. Logickou pauzu si vytváří sám řečník. Logická pauza vytváří členění výpovědí. Tyto pauzy jsou gramatické, ale také významové. Gramatické jsou tam, kde je většinou spojka, vztažné zájmeno apod. Významové přestávky řeči jsou tam, kde si to významové členění projevu vyžaduje.

### Barva hlasu
Barva hlasu je vlastnost zvuku, který mluvčí vydává a je u každého člověka jiná. Je každému dána anatomicky i fyziologicky. Barva jako akustický termín je vyjádření spektrálního složení zvuků. Barva hlasu nás informuje o emocionálním stavu mluvčího. Po hlase poznáme, zda hovoří člověk, který je emocionálně vzrušen, je ve stresu, v depresi atd. Barvu hlasu může ovlivňovat únava, radost, vzrušení. Člověk někdy záměrně zabarví hlas, aby lépe vyjádřil hrozbu či lichotky a ironii.

### Slovní důraz
Slovní důraz je přiložení síly na výslovnosti některých slov. Většinou se klade na začátek slova, konkrétně na jeho první slabiku.

## Extralingvistické kanály

### Gestikulace
Gestikulace se dá charakterizovat jako pohyby rukou a v některých případech i hlavou. K efektivní komunikaci každopádně patří gestikulace. Gesta neboli posunky jsou přirozeným doprovodem řeči. Často se řečníkům stává, že pohyby rukou (gesta) sdělily informace dříve než řečník verbální komunikací. Většinou se jedná o neuvědomělé pohyby. Používání gest souvisí s představivostí, s podporou vybavování si z paměti, s pomocí formulování myšlenek a hledání vhodných slov. Osoby, které nepoužívají skoro žádná gesta, mohou působit bezmocně, nezúčastněně. Například kdo při podávání ruky tiskne ruku, zanechává v nás první, ale ne bezvýznamný dojem. Gesta, která používáme během komunikace, která nejsou v souladu s tím, co říkáme, prozrazují naše skutečné myšlenky a emoce. Typické mohou být zkřížené prsty, které se do sebe zatínají nebo navzájem mačkají. Ty o řečníkovi posluchači prozrazují vnitřní napětí, nervozitu.
Gesta můžeme dělit na akcentační, gesta-emblémy, ikonografická gesta a uvolňovací gesta. Akcentační gesta jsou gesta, která doprovází verbální komunikaci. Při výkladu řečníka tato gesta podtrhnou důležité části výkladu. Gesta-emblémy mají svůj vlastní význam a nemusí doprovázet verbální komunikaci, a přece jim posluchač rozumí. Například vztyčený ukazováček znamená pozor, přiložený prst k ústům znamená ticho. Ikonografická gesta znázorňují určité jevy. Mají své významy, ale jejich význam není konvenční jako u gest-emblémů. Ikonografická gesta jsou pohyby rukou znázorňující různé děje nebo činnosti, vlastnosti, tvary. Uvolňovací gesta jsou pohyby, které zmírňují napětí člověka nebo zakrývají rozpaky. Jedná se o upravování si vlasů, srovnávání brýlí, otáčení prstenem, hraní si s tužkou atd.

### Mimika
Mimika je pohyb svalů tváře. Je to nejdůležitější nonverbální prostředek k vyjadřování pocitů člověka. Mimika probíhá skrze pohyb očí, obočí, čela, lící, úst a brady. Mimické svalstvo je jedno z nejdůležitějších prostředků sociální komunikace. Je schopno vyjádřit i ty nejjemnější vnitřní prožitky. Mimika představuje důležitý zdroj informací. Výraz obličeje, změny výrazu obličeje během sociální komunikace spolu s dalšími tělesnými projevy přináší několik informací o daném člověku. O jeho emocích, myšlenkách, stavu. Jestliže osoba výrazně a rychle střídá mimické projevy, nemusí být dalším osobám jasno, jak daná osoba skutečně prožívá danou situaci, kde je pravdivost emocí. Každá emoce se dá nejlépe přečíst z jiného mimického svalu. Překvapení se nejlépe identifikuje v oblasti čela a obočí. Strach se nejpřesněji určuje pozorováním očí a víček. Štěstí se dá určit podle projevů dolní části obličeje.

### Pohled
Pohled je zaměření zraku. Při pohledu záleží na tom, kam, jak dlouho, jak často se člověk dívá. Velká část kontaktu s okolním světem se uskutečňuje naším zrakem. Oko je velkým zdrojem informací, a také jím přijímáme nejvíce údajů. Kontakt mezi lidmi se uskutečňuje až tehdy, když se jejich pohledy střetnou. Výraz očí vyjadřuje různé významy, emoce, psychický stav daných osob. Přerušení očního kontaktu může znamenat nezájem nebo snahu ukončit kontakt.

### Haptika
Haptika je sdělování informací dotykem. Existuje spousta dotyků. Krátký a jemný dotyk – pohlazení, poplácání, objetí, políbení, podání ruky, odstrčení partnera. Prostý dotyk a pohlazení vyjadřují srdečnosti, upřímnost.

### Posturika
Posturika se zabývá polohou a držením těla. Na základě postoje člověka, jakou zaujme polohu těla, rukou, nohou, hlavy, je možné jiným lidem sdělit, zda je jeho postoj přátelský či nepřátelský, jestli s nimi chce dále jednat nebo jednání ukončit. Polohou a držením těla se zabývá posturologie. Tato věda posturiku rozděluje na otevřené a zavřené fyzické postoje osoby. Při uzavřeném postoji má jedinec většinou překřížené ruce na hrudi (jako by se bránil) nebo sepjaté před sebou. Pokud sedí, má nohu přeloženou přes druhou. Při otevřeném postoji má člověk hruď nekrytou, ruce jsou volně při těle, nohy jsou mírně rozkročené.

### Proxemika
Proxemika je disciplína zabývající se vzdáleností mezi komunikujícími. Je známo, že existuje přímo úměrný vztah mezi vzdáleností komunikujících osob a sociální blízkostí lidí v psychických postojích a sociálních vztazích. Proxemika se nezajímá jen o vzdálenosti mezi stojícími a pohybujícími se lidmi. Také ji zajímá, kdo si vedle koho sedne např. při volném zasedacím pořádku. Při oficiálních setkáních jsou vzdálenosti mezi lidmi větší, při přátelských, neoficiálních setkáních menší. Někdy se může stát, že se setká dvojice, kdy jeden počítá s poměrně velkým odstupem, zatímco druhý se snaží o malý odstup. Hledání ideální vzdálenosti pak není jednoduché.
Termín, který neodmyslitelně patří do proxemiky, je tzv. teritorialita. Jednodušeji se dá toto slovo přeložit jako osobní prostor, což znamená zóna okolo člověka, ve které se cítí dobře. Narušení této osobní bubliny může u jedince být vnímáno jako ohrožení psychické svobody, může vyvolat neklid, nervozitu nebo dokonce útok. Tyto situace se nejčastěji stávají v autobuse, v obchodě, ve výtahu.

### Vzhled, zevnějšek
Důležitou součástí neverbální komunikace je úprava zevnějšku, vzhled, oblékání. To všechno vytváří celkový vzhled člověka. Oblečení a vzhled prozrazují o lidech jejich pohlaví, věk, pracovní postavení a identitu s určitou společenskou nebo profesní skupinou. Úprava zevnějšku o nás může vypovědět, jestli jsme ráno zaspali.